# Ron MacKinley
Ronald W. "Ronnie" (Ron) MacKinley (né à Charlottetown à l'Île-du-Prince-Édouard) est un homme politique canadien. Il représente la circonscription de Cornwall-Meadowbank à l'Assemblée législative de l'Île-du-Prince-Édouard de l'élection générale du 18 novembre 1996 jusqu'à ce qu'il ne représentera pas à l'élection générale du lundi 4 mai 2015.